# Nam Hải, Tiền Hải
Nam Hải là một xã thuộc huyện Tiền Hải, tỉnh Thái Bình, Việt Nam.
Xã có diện tích 7,65 km², dân số năm 1999 là 9.585 người, mật độ dân số đạt 1.253 người/km².